# Habropoda tarsata
Habropoda tarsata är en biart som först beskrevs av Maximilian Spinola 1838.  Habropoda tarsata ingår i släktet Habropoda och familjen långtungebin. Inga underarter finns listade i Catalogue of Life.

## Bildgalleri

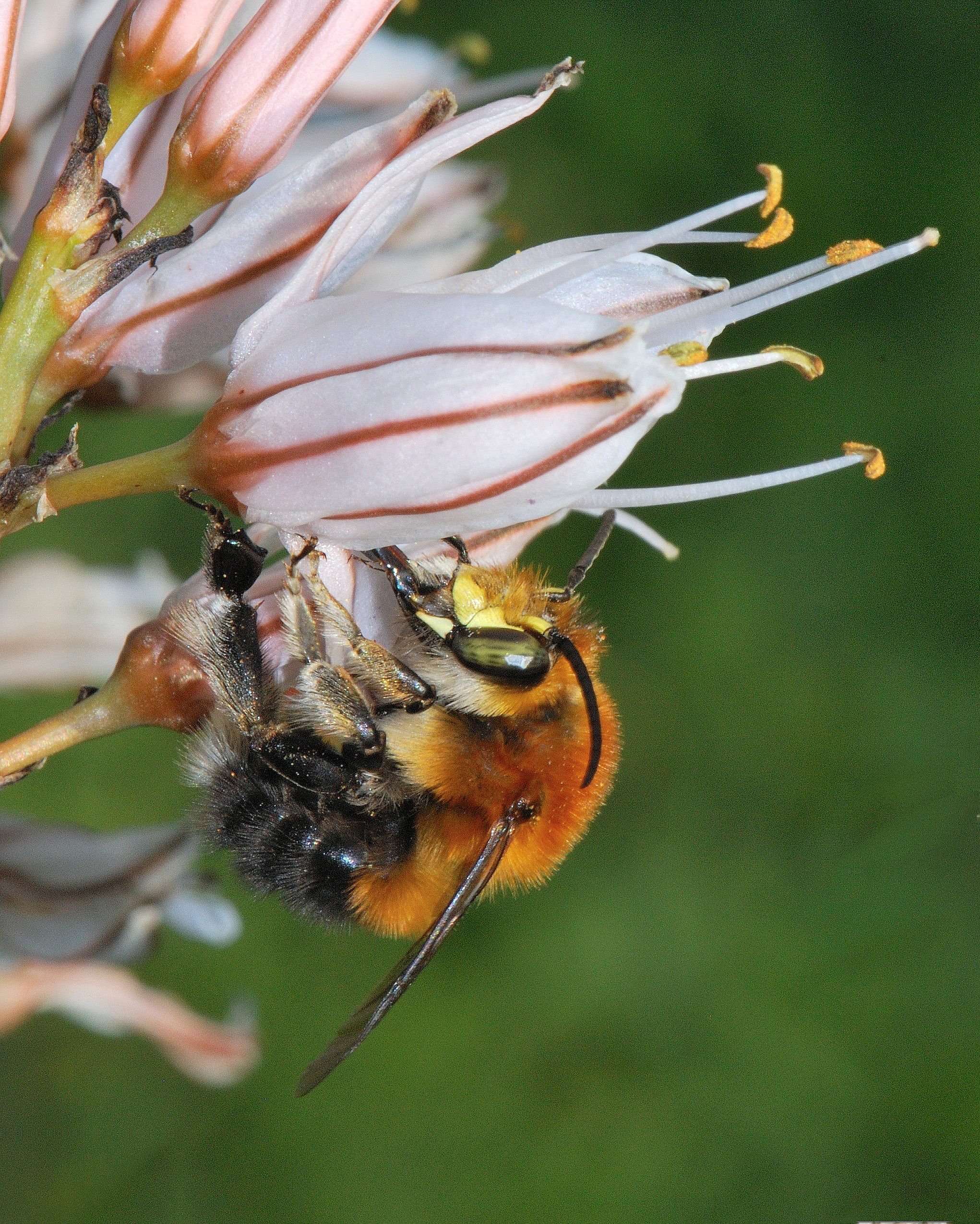
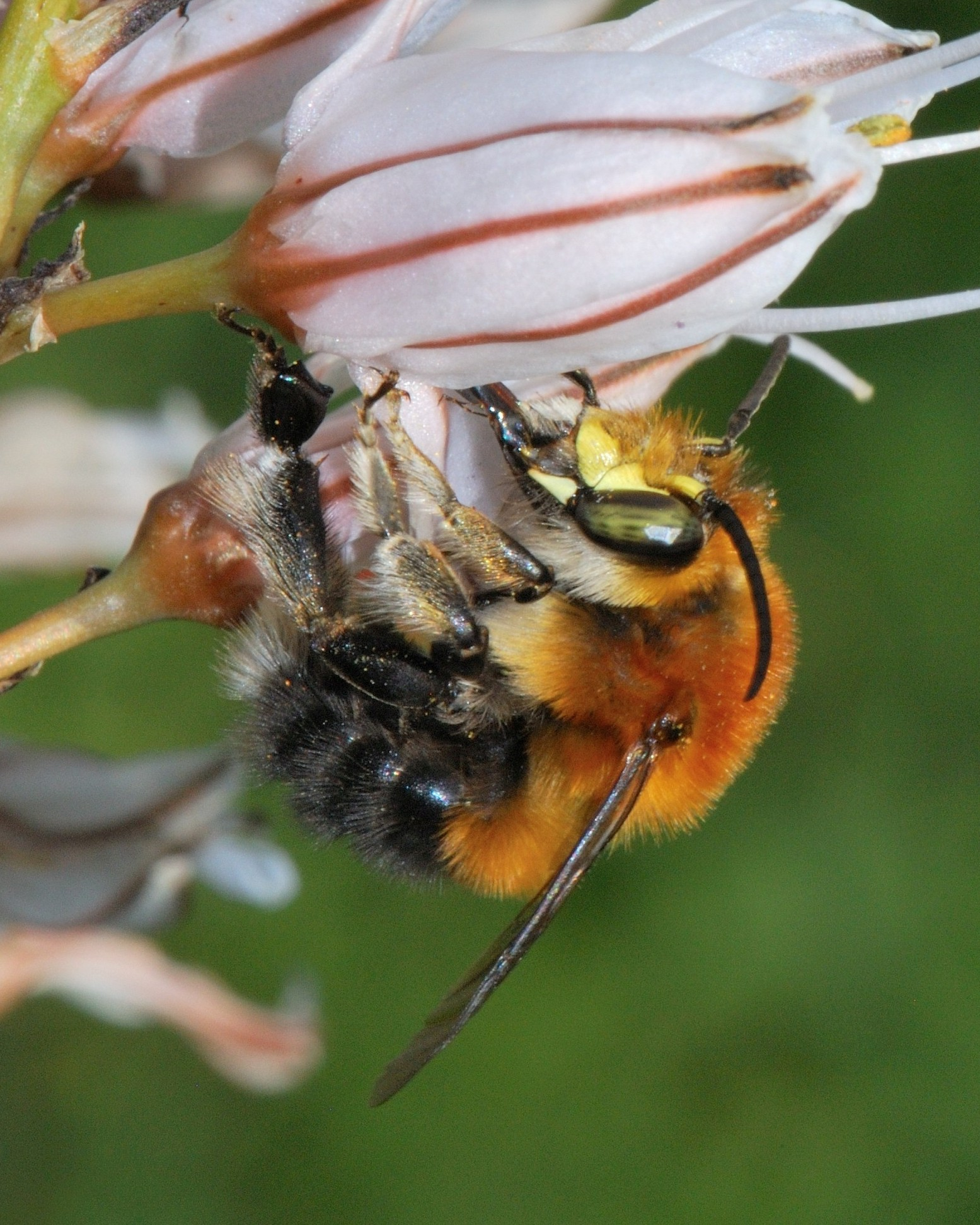